# Liste des sites web les plus visités
 (septembre 2024).
Cette liste présente les sites web les plus visités au monde d'après les cinquante premiers résultats de Top Sites d'Alexa Internet (service fermé en mai 2022) en date du 23 mars 2018 ainsi que ceux de SimilarWeb de mars 2018 et de novembre 2023.

## Méthode de classement
Alexa intègre les pages vues et les visiteurs uniques pour créer la liste des sites internet les plus fréquentés sur une moyenne de trois mois. La méthode ne tient compte que du domaine principal et non des sous-pages de chaque domaine.
SimilarWeb se fonde sur un échantillon de plusieurs millions d'internautes, des fournisseurs d'accès à internet aux États-Unis et à l'international, des données du trafic internet mesurées directement et issues de milliers de sites et de WebCrawler.

## Classements généraux
| Site                      | Domaine             | SimilarWeb : Top 50 sites (au 23 novembre 2023) | SimilarWeb : Top 50 sites (en mars 2018) | Alexa : Top 50 global sites (au 23 mars 2018) | Type                                                | Pays                             |
| ------------------------- | ------------------- | ----------------------------------------------- | ---------------------------------------- | --------------------------------------------- | --------------------------------------------------- | -------------------------------- |
| Google                    | google.com          | 1                                               | 1                                        | 1                                             | services et produits Internet                       | États-Unis                       |
| YouTube                   | youtube.com         | 2                                               | 3                                        | 2                                             | hébergement de vidéos                               | États-Unis                       |
| Facebook                  | facebook.com        | 3                                               | 2                                        | 3                                             | réseautage social                                   | États-Unis                       |
| Instagram                 | instagram.com       | 4                                               | 20                                       | 16                                            | partage de photographies et médias sociaux          | États-Unis                       |
| Twitter                   | twitter.com         | 5                                               | 10                                       | 12                                            | réseautage social                                   | États-Unis                       |
| Baidu                     | baidu.com           | 6                                               | 4                                        | 4                                             | moteur de recherche                                 | Chine                            |
| Wikipedia                 | wikipedia.org       | 7                                               | 5                                        | 5                                             | Encyclopédie                                        | États-Unis                       |
| Yahoo!                    | yahoo.com           | 8                                               | 7                                        | 7                                             | portail Web et média                                | États-Unis                       |
| Yandex                    | yandex.ru           | 9                                               | 16                                       | 28                                            | services et produits Internet                       | Russie                           |
| WhatsApp                  | whatsapp.com        | 10                                              | 42                                       | 68                                            | messagerie instantanée                              | États-Unis                       |
| Pornhub                   | pornhub.com         | 11                                              | 8                                        | 39                                            | pornographie                                        | République tchèque               |
| Amazon                    | amazon.com          | 12                                              | 23                                       | 10                                            | E-commerce et cloud computing                       | États-Unis                       |
| Tiktok                    | tiktok.com          | 13                                              | N/A                                      | N/A                                           | partage de vidéo et médias sociaux                  | Chine                            |
| XVideos                   | Xvideo.com          | 14                                              | 14                                       | 36                                            | pornographie                                        | Canada                           |
| XNXX                      | xnxx.com            | 15                                              | 9                                        | 91                                            | pornographie                                        | République tchèque               |
| Windows Live              | live.com            | 16                                              | 19                                       | 17                                            | Logiciel en tant que service                        | États-Unis                       |
| Yahoo! Japon              | yahoo.co.jp         | 17                                              | 34                                       | 41                                            | portail Web                                         | Japon                            |
| Reddit                    | reddit.com          | 18                                              | 37                                       | 6                                             | microblog et divertissement                         | États-Unis                       |
| NTT Docomo                | docomo.ne.jp        | 19                                              | N/A                                      | N/A                                           | téléphonie mobile                                   | Japon                            |
| LinkedIn                  | linkedin.com        | 20                                              | 48                                       | 30                                            | réseautage social orienté vers le recrutement       | États-Unis                       |
| OpenIA                    | openai.com          | 21                                              | N/A                                      | N/A                                           | intelligence artificielle et résolution de problème | États-Unis                       |
| Microsoft Office          | office.com          | 22                                              | N/A                                      | N/A                                           | Logiciel en tant que service                        | États-Unis                       |
| xHamster                  | xhamster.com        | 23                                              | N/A                                      | N/A                                           | pornographie                                        | États-Unis[Information douteuse] |
| Netflix                   | netflix.com         | 24                                              | 33                                       | 29                                            | streaming d'émission de télévision et films         | États-Unis                       |
| Zen (système)             | dzen.ru             | 25                                              | N/A                                      | N/A                                           | Système de recommandation                           | Russie                           |
| Microsoft Online Services | microsoftonline.com | 26                                              | N/A                                      | N/A                                           | Logiciel en tant que service                        | États-Unis                       |
| Bing                      | bing.com            | 27                                              | 45                                       | 45                                            | moteur de recherche                                 | États-Unis                       |
| BiliBili                  | bilibili.com        | 28                                              | N/A                                      | N/A                                           | streaming de vidéo                                  | Chine                            |
| Mail.ru                   | mail.ru             | 29                                              | 32                                       | 51                                            | portail Web                                         | Russie                           |
| Samsung                   | samsung.com         | 30                                              | 43                                       | 379                                           | technologie                                         | Corée du Sud                     |
| VKontakte (VK)            | vk.com              | 31                                              | 21                                       | 15                                            | réseautage social                                   | Russie                           |
| Naver                     | Naver.com           | 32                                              | 49                                       | 116                                           | Portail Web                                         | Corée du Sud                     |
| Pinterest                 | pinterest.com       | 33                                              | N/A                                      | N/A                                           | partage de photographies et médias sociaux          | États-Unis                       |
| Microsoft                 | microsoft.com       | 34                                              | 68                                       | 44                                            | logiciels et technologie                            | États-Unis                       |
| Discord                   | discord.com         | 35                                              | N/A                                      | N/A                                           | VoIP et mesagerie instantanée orientés jeux vidéo   | États-Unis                       |
| The weather channel       | weather.com         | 36                                              | N/A                                      | N/A                                           | prévisions météo                                    | États-Unis                       |
| Max                       | max.com             | 37                                              | N/A                                      | N/A                                           | streaming SVOD                                      | États-Unis                       |
| Twitch                    | twitch.tv           | 38                                              | 88                                       | 31                                            | streaming principalement sur les jeux vidéo         | États-Unis                       |
| Google Brésil             | google.com.br       | 39                                              | 12                                       | 25                                            | moteur de recherche                                 | Brésil                           |
| Zoom                      | zoom.com            | 40                                              | N/A                                      | N/A                                           | VoIP et mesagerie instantanée                       | États-Unis                       |
| Duckduckgo                | duckduckgo.com      | 41                                              | N/A                                      | N/A                                           | moteur de recherche                                 | États-Unis                       |
| Tencent QQ                | qq.com              | 42                                              | 11                                       | 9                                             | portail Web                                         | Chine                            |
| xHamster                  | xhamster.desi       | 43                                              | N/A                                      | N/A                                           | pornographie                                        | États-Unis[Information douteuse] |
| Quora                     | quora.com           | 44                                              | N/A                                      | N/A                                           | microblog                                           | États-Unis                       |
| Microsoft Sharepoint      | sharepoint.com      | 45                                              | N/A                                      | N/A                                           | Logiciel en tant que service                        | États-Unis                       |
| Globo                     | globo.com           | 46                                              | N/A                                      | N/A                                           | Presse                                              | Brésil                           |
| Cricbuzz (en)             | cribuzz.com         | 47                                              | N/A                                      | N/A                                           | Presse sportive spécialisée sur le cricket          | Inde                             |
| Stripchat                 | stripchat.com       | 48                                              | N/A                                      | N/A                                           | pornographie                                        | États-Unis                       |
| Telegram                  | t.me                | 49                                              | N/A                                      | N/A                                           | messagerie instantanée                              | États-Unis                       |
| Fandom                    | fandom.com          | 50                                              | N/A                                      | N/A                                           | hebergement de site wiki                            | États-Unis                       |
| Odnoklassniki             | ok.ru               | 52                                              | 41                                       | 46                                            | réseautage social                                   | Russie                           |
| Spotify                   | spotify.com         | 65                                              | 98                                       | 69                                            | streaming de musique                                | États-Unis                       |
| Google Allemagne          | google.de           | 68                                              | 22                                       | 23                                            | moteur de recherche                                 | Allemagne                        |
| AliExpress                | aliexpress.com      | 70                                              | 59                                       | 50                                            | e-commerce                                          | Chine                            |
| Google Japan              | google.co.jp        | 80                                              | 25                                       | 14                                            | moteur de recherche                                 | Japon                            |
| Taobao                    | taobao.com          | 91                                              | 35                                       | 11                                            | commerce électronique                               | Chine                            |
| AccuWeather               | accuweather.com     | 96                                              | 53                                       | 396                                           | prévisions météo                                    | États-Unis                       |
| Google Italie             | google.it           | 107                                             | 30                                       | 32                                            | moteur de recherche                                 | Italie                           |
| Google Royaume-Uni        | google.co.uk        | 109                                             | 15                                       | 24                                            | moteur de recherche                                 | Royaume-Uni                      |
| Google France             | google.fr           | 112                                             | 28                                       | 26                                            | moteur de recherche                                 | France                           |
| Google Espagne            | google.es           | 124                                             | 38                                       | 37                                            | moteur de recherche                                 | Espagne                          |
| Tmall                     | tmall.com           | 132                                             | 51                                       | 13                                            | commerce électronique                               | Chine                            |
| Google Pologne            | google.pl           | 155                                             | 40                                       | 72                                            | moteur de recherche                                 | Pologne                          |
| Jingdong Mall             | jd.com              | 167                                             | 69                                       | 20                                            | E-commerce                                          | Chine                            |
| Google Mexique            | google.com.mx       | 173                                             | 24                                       | 43                                            | moteur de recherche                                 | Mexique                          |
| Google India              | google.co.in        | 174                                             | 6                                        | 8                                             | moteur de recherche                                 | Inde                             |
| Google Russie             | google.ru           | 182                                             | 27                                       | 27                                            | moteur de recherche                                 | Russie                           |
| Sohu                      | sohu.com            | 197                                             | 84                                       | 18                                            | portail Web                                         | Chine                            |
| Google Canada             | google.ca           | 200                                             | 36                                       | 40                                            | moteur de recherche                                 | Canada                           |
| Sina Weibo                | weibo.com           | 229                                             | 97                                       | 21                                            | réseautage social                                   | Chine                            |
| Google Turquie            | google.com.tr       | 260                                             | 26                                       | 59                                            | moteur de recherche                                 | Turquie                          |
| Bonga Cams (en)           | bongacams.com       | 280                                             | 198                                      | 48                                            | pornographie                                        | Russie                           |
| Google Hong Kong          | google.com.hk       | 293                                             | 123                                      | 35                                            | moteur de recherche                                 | Hong Kong                        |
| Google Thaïlande          | google.co.th        | 335                                             | 50                                       | 96                                            | moteur de recherche                                 | Thailande                        |
| Imgur                     | imgur.com           | 363                                             | 74                                       | 47                                            | partage de photographies                            | États-Unis                       |
| Google URL Shortener      | goo.gl              | 370                                             | 47                                       | 714                                           | réduction d'URL                                     | États-Unis                       |
| Sogou                     | sogou.com           | 377                                             | 13                                       | 208                                           | moteur de recherche                                 | Chine                            |
| Google Argentine          | google.com.ar       | 389                                             | 48                                       | 81                                            | moteur de recherche                                 | Argentine                        |
| Google Australie          | google.com.au       | 419                                             | 49                                       | 63                                            | moteur de recherche                                 | Australie                        |
| Shenma (en)               | sm.cn               | 426                                             | 18                                       | 17,213                                        | moteur de recherche                                 | Chine                            |
| Sina Corp                 | sina.com.cn         | 511                                             | 122                                      | 19                                            | portail Web et messagerie instantanée               | Chine                            |
| Google Indonésie          | google.co.id        | 803                                             | 17                                       | 75                                            | moteur de recherche                                 | Indonésie                        |
| Hao123 (en)               | hao123.com          | 949                                             | 236                                      | 49                                            | annuaire Web                                        | Chine                            |
| Alipay                    | alipay.com          | 1068                                            | 155                                      | 38                                            | commerce électronique                               | Chine                            |
| Haosou                    | 360.cn              | 2612                                            | 124                                      | 22                                            | sécurité internet et moteur de recherche            | Chine                            |
| Google Web Light (en)     | googleweblight.com  | N/A                                             | 29                                       | 38,332                                        | moteur de recherche                                 | États-Unis                       |
| t.co (en)                 | t.co                | N/A                                             | 105                                      | 34                                            | réduction d'URL pour les liens sur Twitter          | États-Unis                       |